# Дума (град)
Вижте пояснителната страница за други значения на Дума.
Дума (на арабски: دوما, Дума) е град в Сирия.
Разположен е в южната част на страната, в близост на столицата Дамаск. Административен център е на провинция Риф Дамаск. Надморската височина на града е 428 метра. Населението наброява 110 893 жители по данни от 2004 г.